# Lytta koltzei
Lytta koltzei es una especie de coleóptero de la familia Meloidae.

## Distribución geográfica
Habita en México y Panamá.